# Elektrogorsk
Elektrogorsk (rusky Электрого́рск) je město v Moskevské oblasti v Ruské federaci. Při sčítání lidu v roce 2010 měl přes dvaadvacet tisíc obyvatel.

## Poloha a doprava
Elektrogorsk leží na východě Moskevské oblasti nedaleko hranice s Vladimirskou oblastí přibližně devadesát kilometrů východně od Moskvy.
Jižně od Elektrogorsku prochází dálnice M7, která vede z Moskvy přes Vladimir a Nižný Novgorod do Kazaně v Tatarstánu a Ufy v Baškortostánu. V úseku kolem Elektrogorsku je po ní vedena Evropská silnice E22.

## Dějiny
Elektrogorsk byl postaven v roce 1912 v souvislosti výstavbou Elektrogorské elektrárny, světově první tepelné elektrárny určené k spalování rašeliny.
Městem je Elektrogorsk od roku 1946.